# Kegnæs (schiereiland)
Kegnæs (Duits: Kekenis) is een schiereiland in de Deense regio Zuid-Denemarken, gemeente Sønderborg. Het eiland werd in 1460 voor het eerst als Kekenisse beschreven. Het schiereiland kenmerkt het zuidelijke deel van het Deense eiland Als en ligt aan de uitgang van het Flensburger Fjord.
Op het schiereiland ligt een plaats met de naam Kegnæs, hier wonen minder dan 200 inwoners.

## Galerij

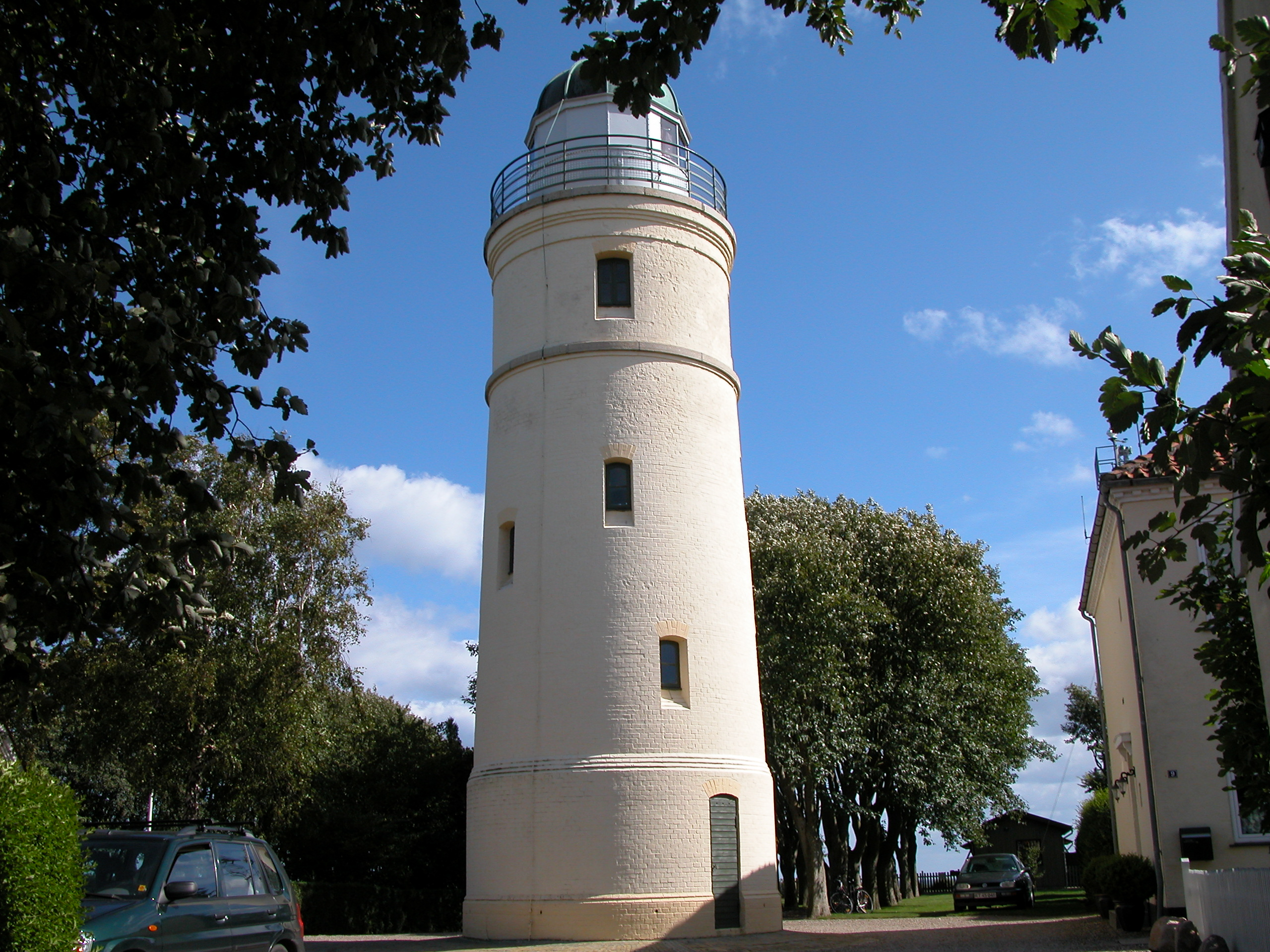
Vuurtoren
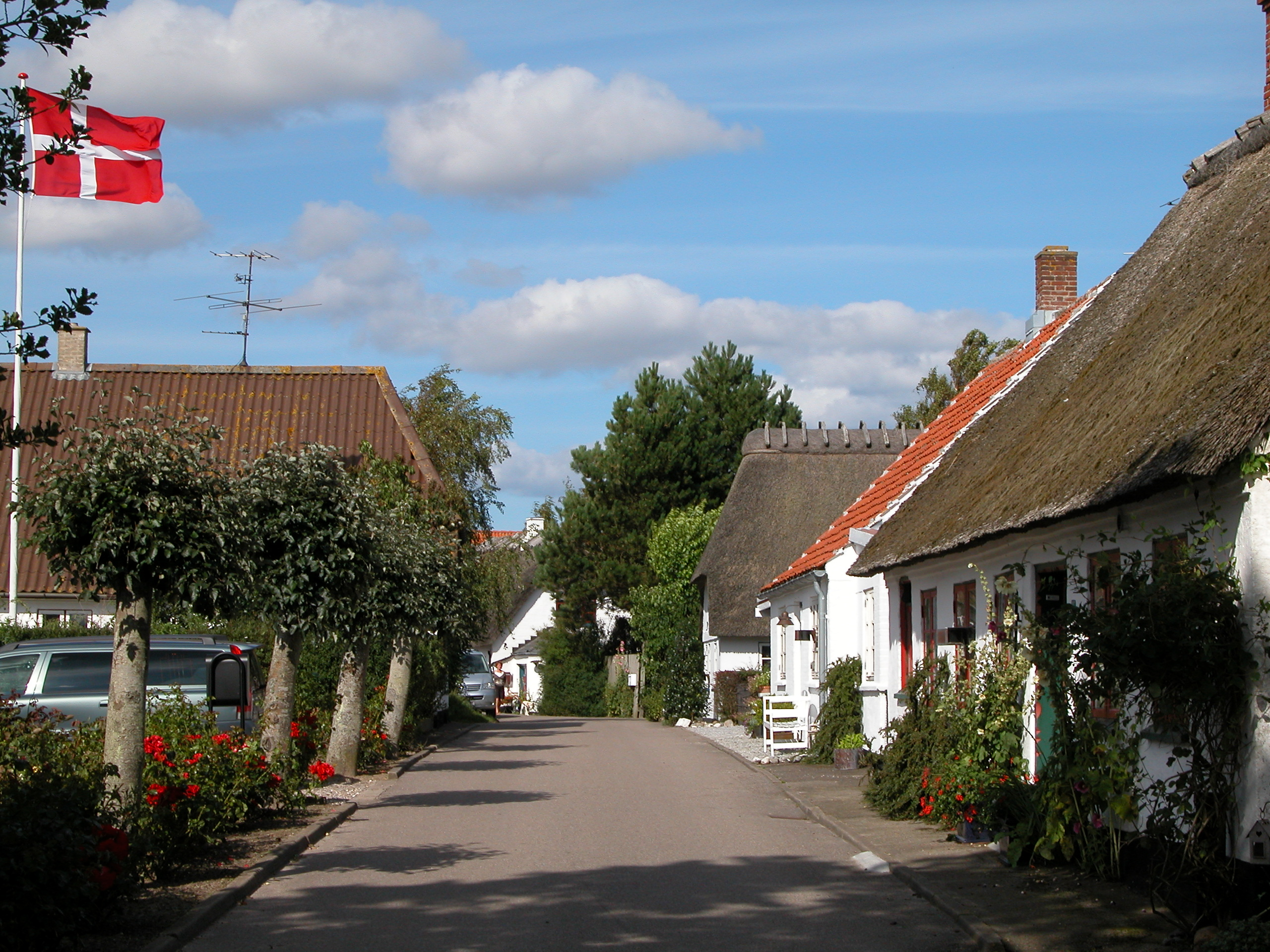
Straatbeeld
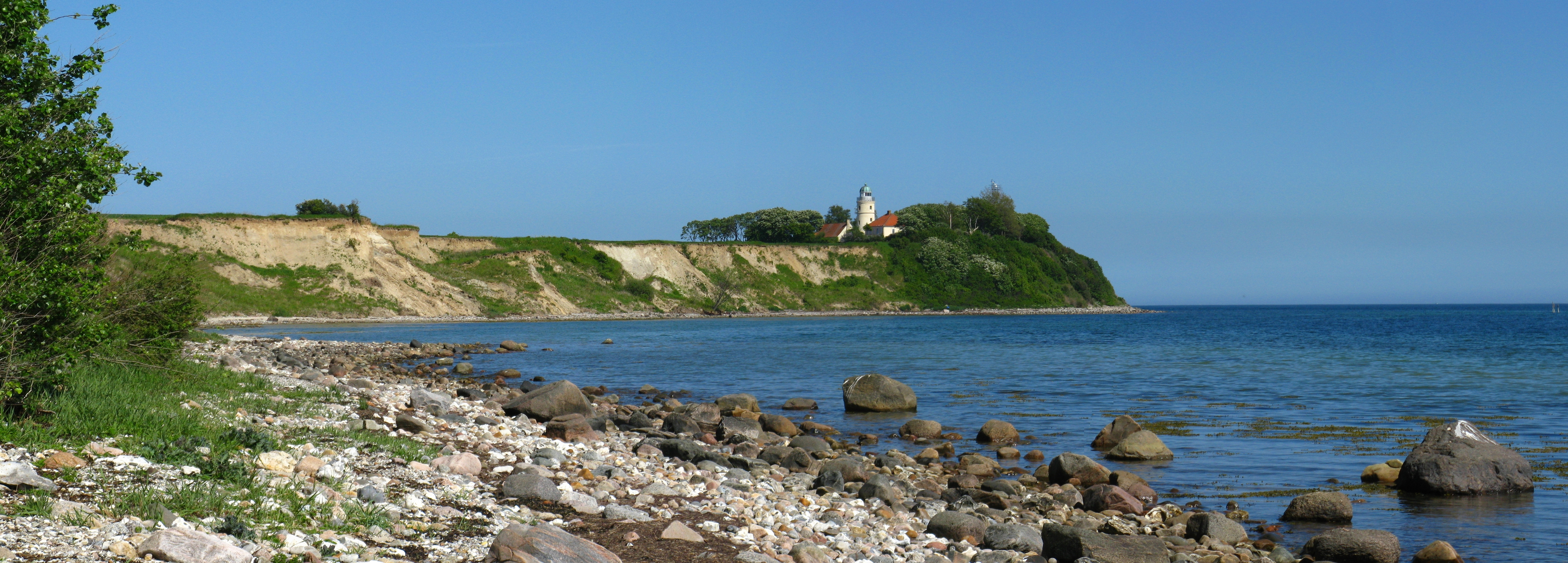
Zuidkust
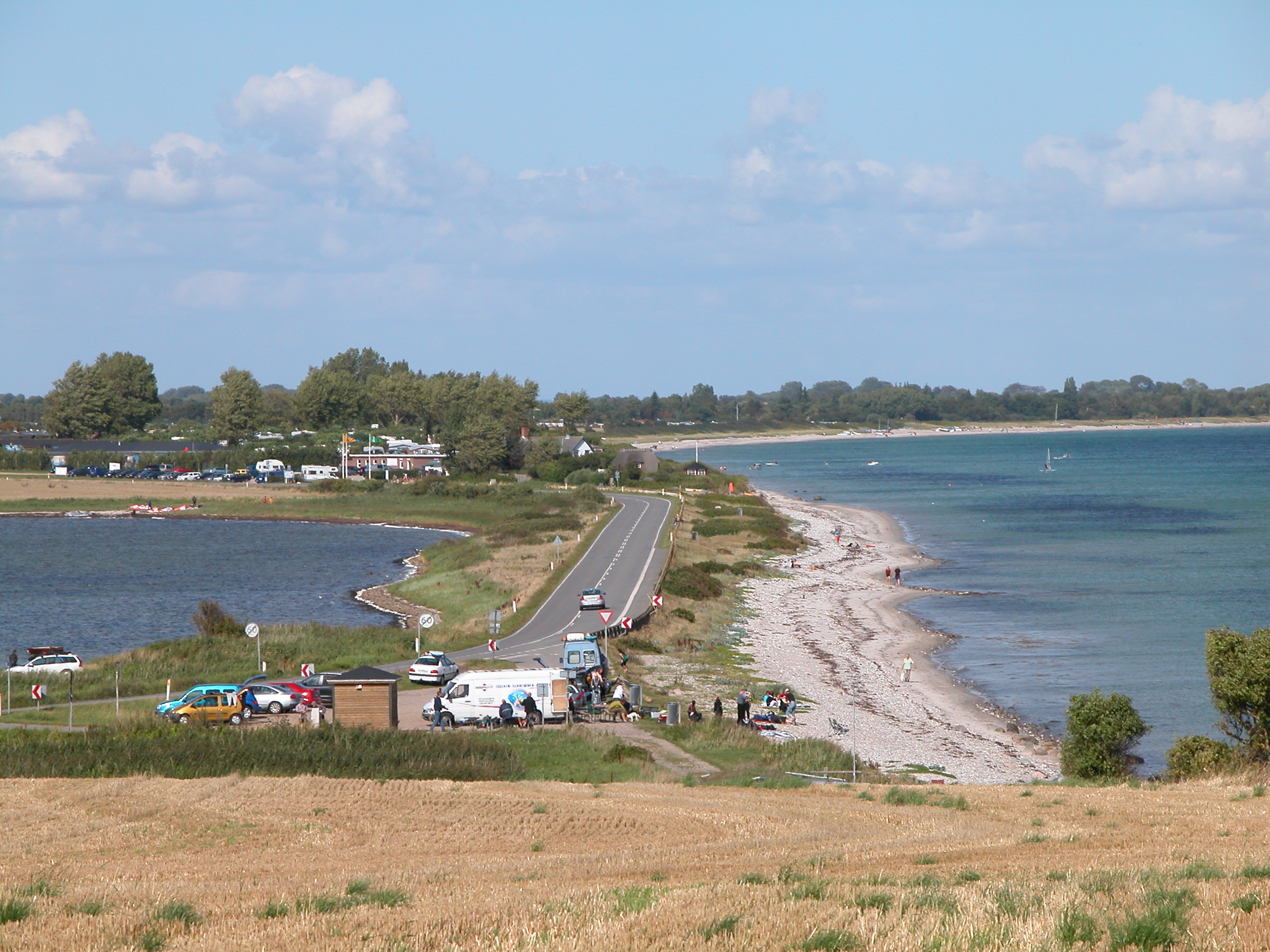
Verbinding met Denemarken